# Ramal de Figueira da Foz

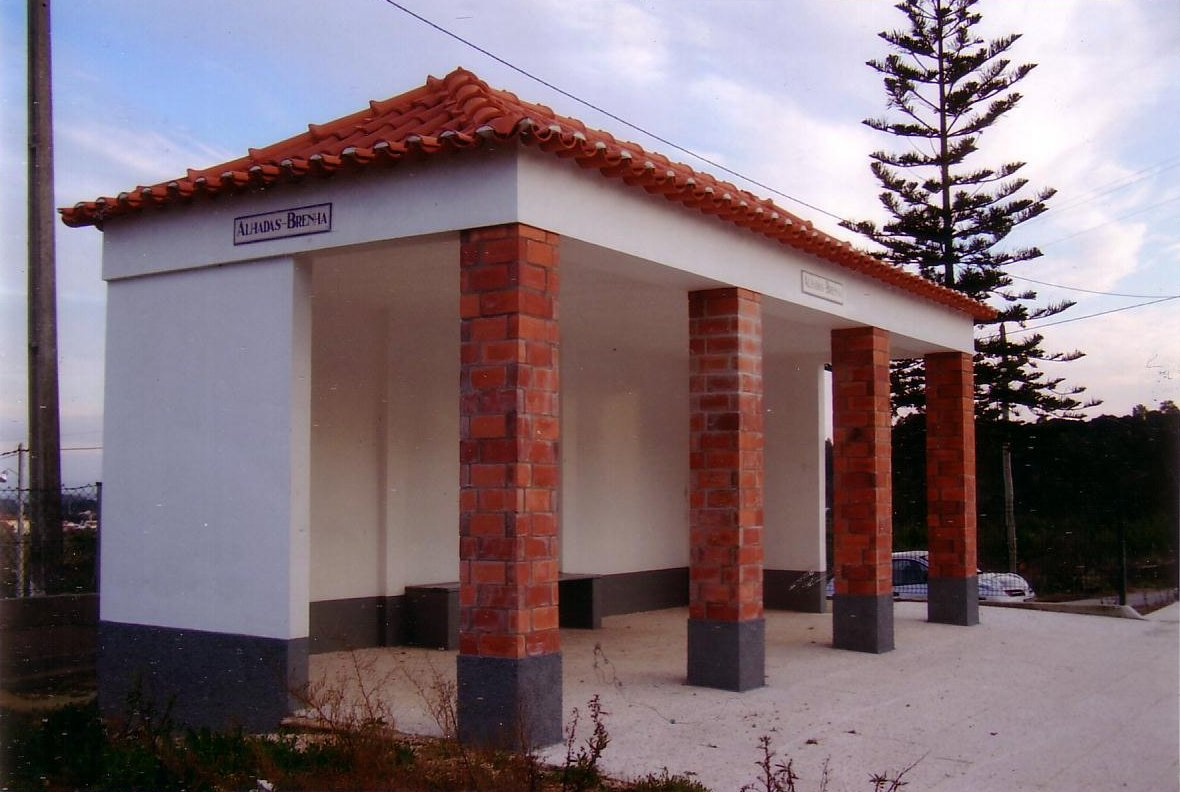
Apeadero de Alhadas-Brenha..

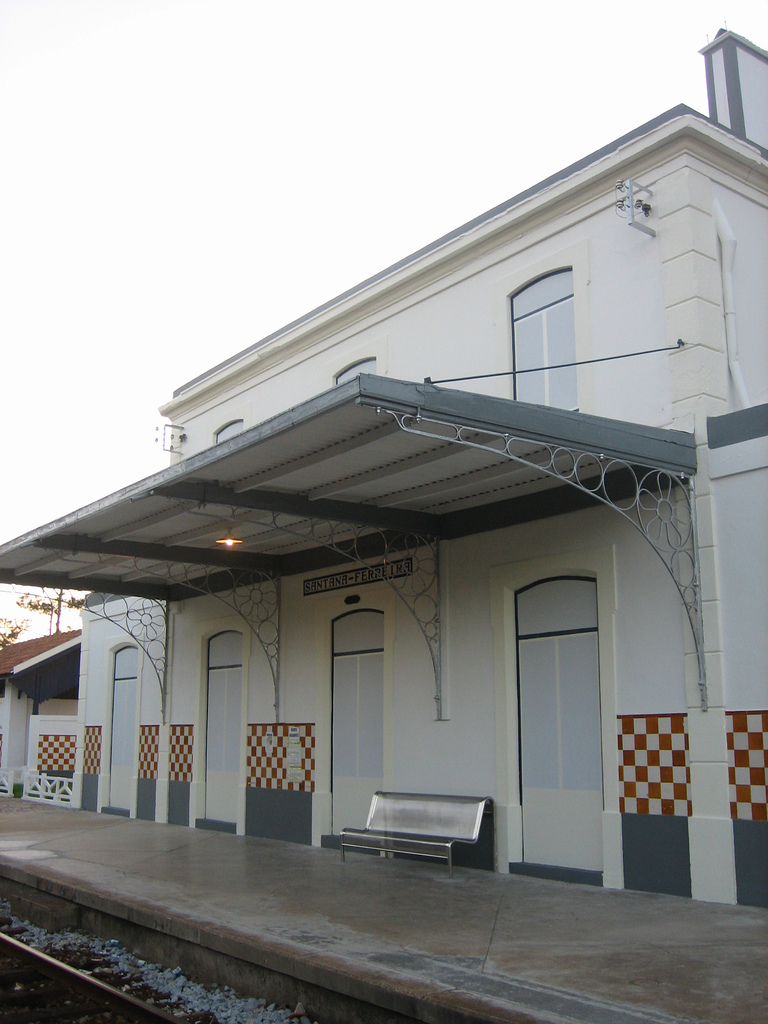
Estación de Santana-Ferreira (PK 15,8).

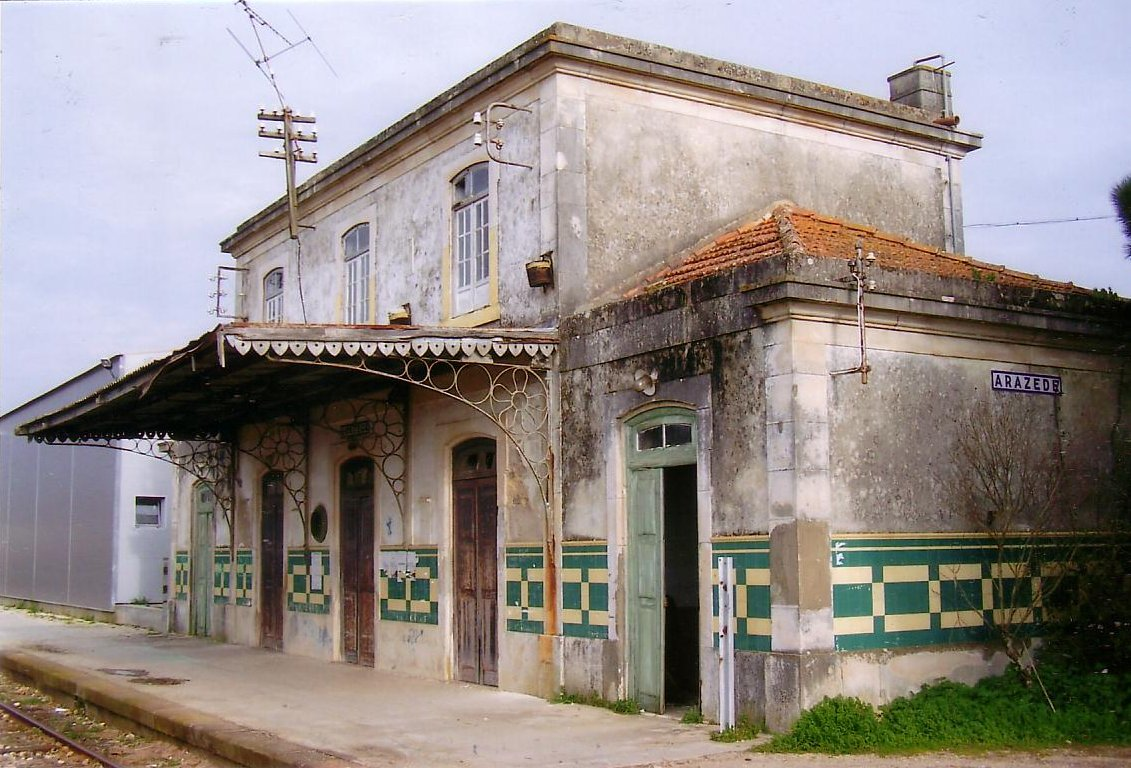
Estación de Arazede (PK 26,7).

El ramal de Figueira da Foz es una conexión ferroviaria, situada en el centro-oeste de Portugal. Une a Figueira da Foz (que es también término de la línea del Oeste) a la estación de Pampilhosa, en la intersección de la línea del Norte con la línea de Beira Alta, en una distancia total de 50,4 kilómetros.

## Historia

### Material circulante
Uno de los tipos de automotores que efectuaron servicios en este ramal fue la CP Série 0300 de los Caminhos de Ferro Portugueses.

### SigloXXI
En 2007, ocurrieron algunas obras de mejora, con carril proveniente del extinto Ramal de Lousã, principalmente en el Túnel de Alhadas. El 5 de enero de 2009, el ramal fue totalmente cerrado al tráfico ferroviario por motivos de seguridad; la vía se encuentra bastante degradada en toda la extensión del ramal. Las obras de rehabilitación, valoradas en 18,3 millones de euros, tendrán inicio en noviembre de 2010 y tenía prevista su reapertura para mediados de 2011, posibilitando velocidades de hasta 90 km/h No obstante, en enero del año siguiente, este proyecto todavía no se había iniciado, lo que llevó al partido político Bloque de Izquierda a cuestionar al gobierno sobre los plazos de ejecución de la obra; los diputados José Manuel Pureza y Heitor de Sousa recordaron, igualmente, el hecho de que la Red Ferroviaria Nacional hubiese declarado a la Cámara municipal de Figueira da Foz que esta conexión sería reabierta también durante el año de 2011.
En el mes de diciembre de 2011, la operadora Comboios de Portugal anunció que, debido a la suspensión del proceso de reapertura de esta conexión, se iban a suspender los servicios alternativos, por carretera, en esta línea, a partir del 1 de enero de 2012.